# Дерехтбид
Дерехтбид (перс. درختبيد‎) — село на севере Ирана, в остане Тегеран. Входит в состав шахрестана Демавенд. Является частью дехестана (сельского округа) Эбершиве бахша Меркези.

## География
Село находится в восточной части остана, к югу от автодороги 79, на расстоянии приблизительно 27 километров (по прямой) к востоко-юго-востоку от города Демавенд, административного центра шахрестана. Абсолютная высота — 2058 метров над уровнем моря.

## Население
По данным переписи 2006 года население села составляло 10 человек (6 мужчин и 4 женщины). В Дерехтбиде насчитывалось 4 домохозяйства. Всё население было неграмотным.
В 2016 году постоянное население в селе отсутствовало.